# ویرجین اینتراکتیو
ویرجین اینتراکتیو (انگلیسی: Virgin Interactive) بخش انتشار بازی‌های ویدئویی گروه ویرجین بود.